# Nieuw Namen
Nieuw Namen is een dorpskern van de Nederlandse gemeente Hulst, in de regio Zeeuws-Vlaanderen van de provincie Zeeland, op de grens met België. Nieuw Namen gaat over in het Belgische dorp Kieldrecht. Het dorp telt 960 inwoners (2023). In 2016 was bijna de helft van de inwoners van directe Belgische afkomst.
De oppervlakte van Nieuw Namen bedraagt 50,10 km². Met een bevolkingsdichtheid van 19,36 inwoners per km² (2023) is dit gebied een van de dunst bevolkte van Nederland – lager nog dan Schiermonnikoog of Vlieland.

## Etymologie
Nieuw Namen stond in de middeleeuwen bekend als Hulsterloo, en wordt onder die naam voor het eerst genoemd in een schenkingsacte uit 1136. De naam Hulsterloo komt voor in het epos Van den vos Reynaerde: Int oostende van Vlaenderen staet een bosch ende dat heet Hulsterloo.
Hulsterloo verdween en een nieuw ontstaan dorp werd bekend als de Kauter, dat hooggelegen plaats betekent. Nieuw Namen ligt evenals het Belgische buurdorp Kieldrecht op een pleistocene zandrug. Nadat in 1664 de grens werd vastgesteld, sprak men wel van de Hollandsche Kauter, terwijl met Konings-Kauter het latere Kieldrecht werd bedoeld.
In 1858 werd de naam De Kauter op initiatief van pastoor Ludovicus Camerman veranderd in Nieuw-Namen. Dit refereert aan het Nederlandse dorpje Namen, dat in 1715 door de zee werd verzwolgen.

## Geschiedenis
Nieuw Namen is een van de weinige plaatsen in Zeeland waar prehistorische voorwerpen, zoals vuurstenen pijlpunten, kunnen worden gevonden.
In Hulsterloo was een uithof van de norbertijnenabdij van Drongen gevestigd. Hieraan herinnert nog de Kapellenberg. De uithof was bekend vanwege een miraculeus Mariabeeldje, dat veel pelgrims trok. Dit beeldje kwam later terecht in de parochiekerk van Drongen.
In 1578 en 1580 werd de bedevaartsplaats door de geuzen verwoest. In de daaropvolgende jaren vonden al dan niet opzettelijke overstromingen plaats, waardoor het dorp ontvolkt raakte. Later ontstond ter plaatse een nieuwe nederzetting, die De Kauter werd genoemd. Aanvankelijk woonden hier landarbeiders, vissers en baggeraars. Omstreeks 1840 had men een vloot van 65 scheepjes, en er werd op ansjovis en schelpdieren gevist. Ook smokkel zorgde voor inkomsten. De voortgaande inpolderingen maakten dat men van visserij op landbouw moest omschakelen.
In 1858 werd Nieuw Namen gesticht onder leiding van de in Breda gewijde Belgische priester Ludovicus Gustavius Camerman (1824 - 1896). In opdracht van het bisdom Breda maakte hij van het gehucht De Kauter een zelfstandige parochie. Op dat moment bedroeg het inwonertal ruim 750. De grond voor de kerk en pastorie werd deels geschonken door de familie Praet/Lockefeer.
Van 1815 tot 1970 maakte het dorp deel uit van de gemeente Clinge. In 1970 ging Nieuw Namen deel uitmaken van de gemeente Hulst.

## Bezienswaardigheden

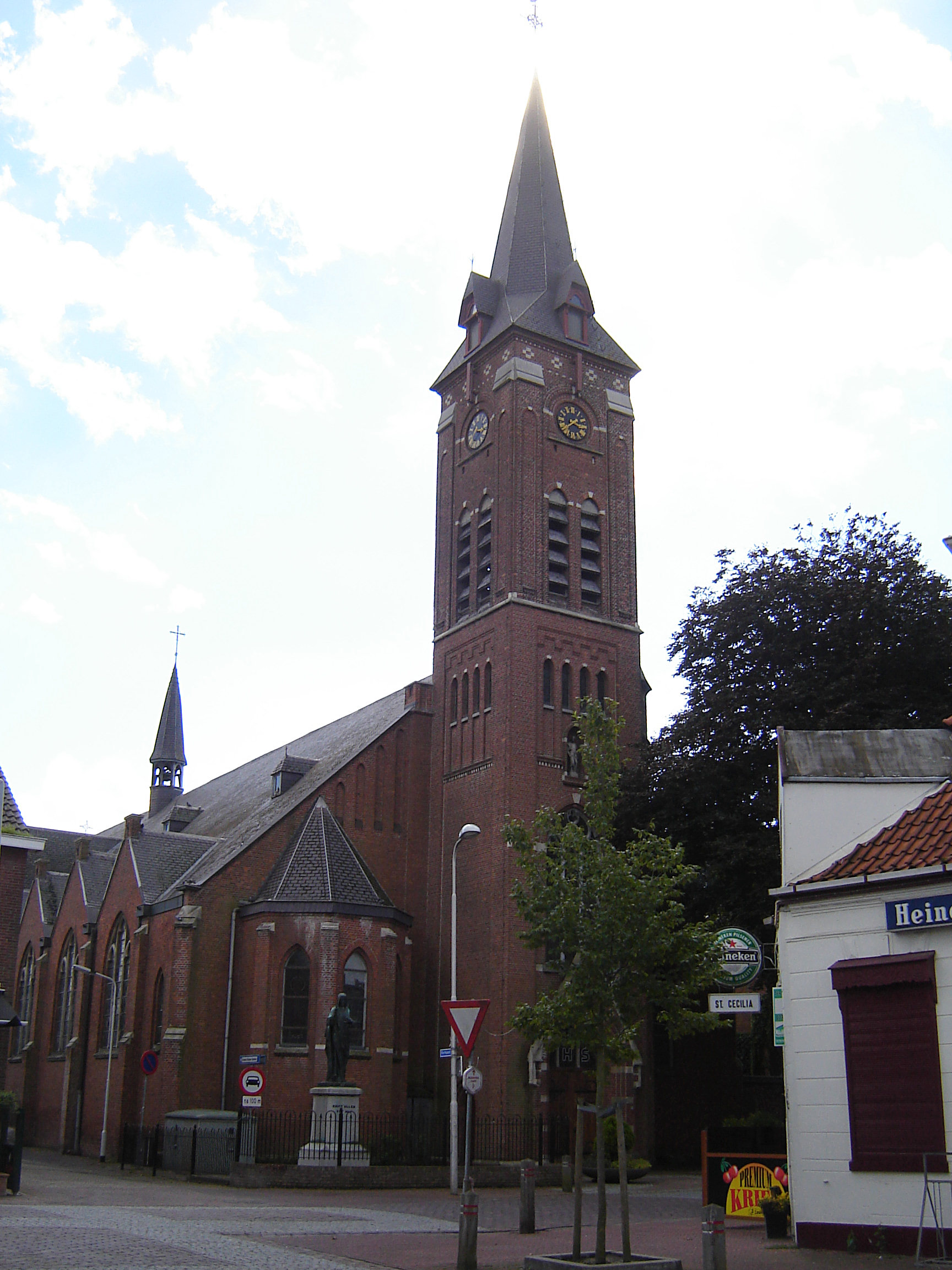
Sint-Jozefkerk

- De neogotische Sint-Jozefkerk dateert van 1860 en bevindt zich aan Hulsterloostraat 76. Voordien kerkten de gelovigen in de Sint-Michielskerk te Kieldrecht. Het kerkgebouw werd ontworpen door P. Soffers. In 1898 werd de kerk uitgebreid en in 1912 werd een toren aangebouwd. In 1923 werd de kerk opnieuw uitgebreid. Het orgel werd gebouwd door de firma Vermeulen en stamt uit 1963.
- Het Mariakapelletje aan de Veerstraat dateert uit 1961 en herinnert aan Onze-Lieve-Vrouw van Hulsterloo, welke hier vroeger vereerd werd. In 1964 werd hierin een kopie van het Mariabeeldje van Hulsterloo geplaatst. Dit werd in 1974 door vandalen vernield en door buurtbewoners provisorisch hersteld. In 1995 werd een nieuw, modern, kalkstenen beeldje geplaatst.
- De luchtwachttoren op de Nieuw Kieldrechtdijk is een van de weinige nog resterende exemplaren. De toren is in 1953 gebouwd en was onderdeel van het landelijke netwerk van observatieposten van het Korps Luchtwachtdienst.

## Natuur en landschap
Nieuw Namen wordt omgeven door zeekleipolders, met name de Saeftingepolder (1805). In het noordoosten ligt de Hertogin Hedwigepolder (1907), die niet direct aan het dorp grenst. Deze polder kreeg internationale bekendheid doordat Nederland, tegen eerder gemaakte internationale afspraken in, weigerde dit gebied te ontpolderen.
De Meester van der Heijden-groeve is een aardkundig monument, waar de overgang tussen Plioceen en Pleistoceen kan worden waargenomen, wat uniek is voor de streek.
Het Verdronken Land van Saeftinghe, het grootste brakwaterschorrengebied van Europa, bevindt zich ten noorden van de buurtschap Emmadorp.

## Nabijgelegen kernen
Clinge, Graauw, Kieldrecht, Meerdonk, Prosperpolder.

## Verenigingsleven
De inwoners van Nieuw Namen worden ten tijde van carnaval mollen genoemd. Deze bijnaam is waarschijnlijk afkomstig van het feit dat het dorp op een 'heuvel' ligt.
Fanfare 'De Scheldezonen' werd opgericht in 1869.

## Geboren in Nieuw Namen
- Albert Lockefeer  (1899-1977), politicus
- Paul Victor Marie Vercauteren (1899-1975), burgemeester
- Theo Middelkamp (1914-2005), wielrenner